# Бібік Жасміна Михайлівна
Жасмі́на Миха́йлівна Бі́бік (2 листопада 1992, м. Черкаси — 9 липня 2022, м. Часів Яр, Бахмутський район, Донецька область) — сержантка Збройних Сил України, учасниця російсько-української війни, яка загинула під час повномасштабного російського вторгнення в Україну.

## Життєпис
Народилась 2 листопада 1992 року в м. Черкаси. У неповних 7 років переїхала в с. Олександрівка Жашківського району Черкаської області, де навчалася у школі. Після закінчення школи вступила до Білоцерківського медичного коледжу, де здобула диплом молодшого спеціаліста з присвоєнням кваліфікації «акушерка».
Відразу після завершення коледжу підписала контракт зі Збройними Силами України — спочатку з в/ч 1129, потім перейшла в 14-ту окрему механізовану бригаду імені князя Романа Великого. Служба у Білій Церкві змінювалася виїздами в зону АТО/ООС.
З початком російського вторгнення в Україну в 2022 році постійно виїздила на евакуацію поранених військовослужбовців та цивільних. Служила санітарним інструктором медичного пункту 2-го стрілецького батальйону 24-ї окремої механізованої бригади імені короля Данила. Під час одного з таких виїздів, 9 липня 2022 року, в м. Часів Яр Бахмутського району Донецької області загинула внаслідок ракетного удару.
Похована в рідному с. Олександрівка на Черкащині.
Нагороджена орденом «За мужність» III ступеня (посмертно).

## Нагороди
- Орден «За мужність» III ступеня (9 січня 2023, посмертно) — за особисту мужність і самовіддані дії, виявлені у захисті державного суверенітету та територіальної цілісності України, вірність військовій присязі.[4]